# Guitar Hero
Pour les articles homonymes, voir Guitar hero (homonymie).
 (décembre 2018).
Si vous disposez d'ouvrages ou d'articles de référence ou si vous connaissez des sites web de qualité traitant du thème abordé ici, merci de compléter l'article en donnant les références utiles à sa vérifiabilité et en les liant à la section « Notes et références ».
Guitar Hero est un jeu de rythme sorti en 2005 aux États-Unis sur PlayStation 2. Il fait partie de la série Guitar Hero.
Le joueur dirige un guitariste et doit parvenir à jouer des chansons de rock avec le moins de fausses notes possible. Il est possible de jouer avec une guitare dédiée au jeu, ou à la manette.

## Fonctionnement
Le joueur disposant du périphérique "guitare" exclusivement dédié au jeu et à ses suites (Guitar hero, Guitar hero Encore, Guitar Hero 2 (2006), Guitar Hero: Rock the 80's, Guitar Hero 3 (2007), Guitar Hero : World Tour (2008), Guitar Hero: Metallica (2009), Guitar Hero : Greatest Hits (2009), Guitar Hero 5 (2009), Band Hero (2009), Guitar Hero: Warriors of Rock (2010) - ces six derniers opus donnant aussi la possibilité de jouer de la batterie et chanter les chansons grâce à un micro - ) doit, à l'instar d'un vrai guitariste, simuler de sa main gauche (pour un guitariste droitier) l'appui sur les cases de la guitare représentées par cinq boutons de couleur (de gauche à droite: verte, rouge, jaune, bleu, orange) situés au bout du manche, côté tête. De sa main droite, le joueur simule le grattage des cordes par l'intermédiaire d'un bouton ressemblant à un interrupteur pouvant être déplacé aussi bien vers le haut que vers le bas, permettant l'aller-retour du jeu au plectre (ou mediator).
Côté écran, l'interface somme-toute assez minimaliste, montre une représentation d'un manche de guitare à 5 cordes défilant du haut vers le bas, à la manière d'un shoot'em up, mais en 3 dimensions. Sur ce manche apparaissent alors les notes de la chanson sélectionnée qui doivent être "grattées" au moment où elles atteignent le bas de l'écran. Tandis que la ou les notes affichées doivent être maintenues (boutons colorés de la guitare maintenus), il faut actionner le bouton de grattage de corde, simulant ainsi le jeu d'un vrai guitariste.
Une vraie guitare possédant au moins 6 cordes et le jeu de guitare ne se limitant pas à l'usage de 5 cases, Guitar Hero propose une version très simpliste du jeu de guitare, le rendant de ce fait plus accessible et amusant. Plusieurs modes de jeu sont disponibles, allant de novice(depuis Guitar Hero: World Tour) à expert, cela changeant principalement le nombre de cases utilisées dans la chanson et le nombre de notes non-jouées par rapport à la chanson originale, le mode expert tentant de faire jouer quasiment toutes les notes. Les accords sont également de ce fait plus complexes. Enfin, une barre de vibrato est présente sur le périphérique, permettant d'appliquer l'effet sur les notes assez longues.
De plus, il existe un bonus: le star power. Il s'obtient en jouant des suites de notes étoilées et en jouant les notes étoilées longues avec le vibrato. Ainsi, il suffit de lever le manche de la guitare à la verticale ou d'appuyer sur le bouton "star power" pour utiliser le star power obtenu, ce qui multiplie par deux le multiplicateur de notes. Cela permet également de passer plus facilement les passages complexes, évitant que le rockomètre (jauge d'appréciation du public variant selon la performance du joueur) ne diminue trop, faisant échouer la chanson jouée.
Il existe des techniques un peu plus avancées dites "hammer-on" et "pull-off" qui permettent de ne pas gratter toutes les notes lors d'un enchaînement rapide, demandant plus de précision sur le manche. En revanche, cette technique n'est pas possible avec les accords: il n'y a pas de simulation de slide pour les 3 premiers modèles de guitares de "Guitar Hero" et pour le dernier modèle.
Pour les guitares de  Guitar Hero World Tour et Guitar Hero 5, le slide existe, qui permet de jouer des notes de tapping (transparente) sans les gratter et de donner un effet "wha-wha" au notes longues.

## Liste de lecture

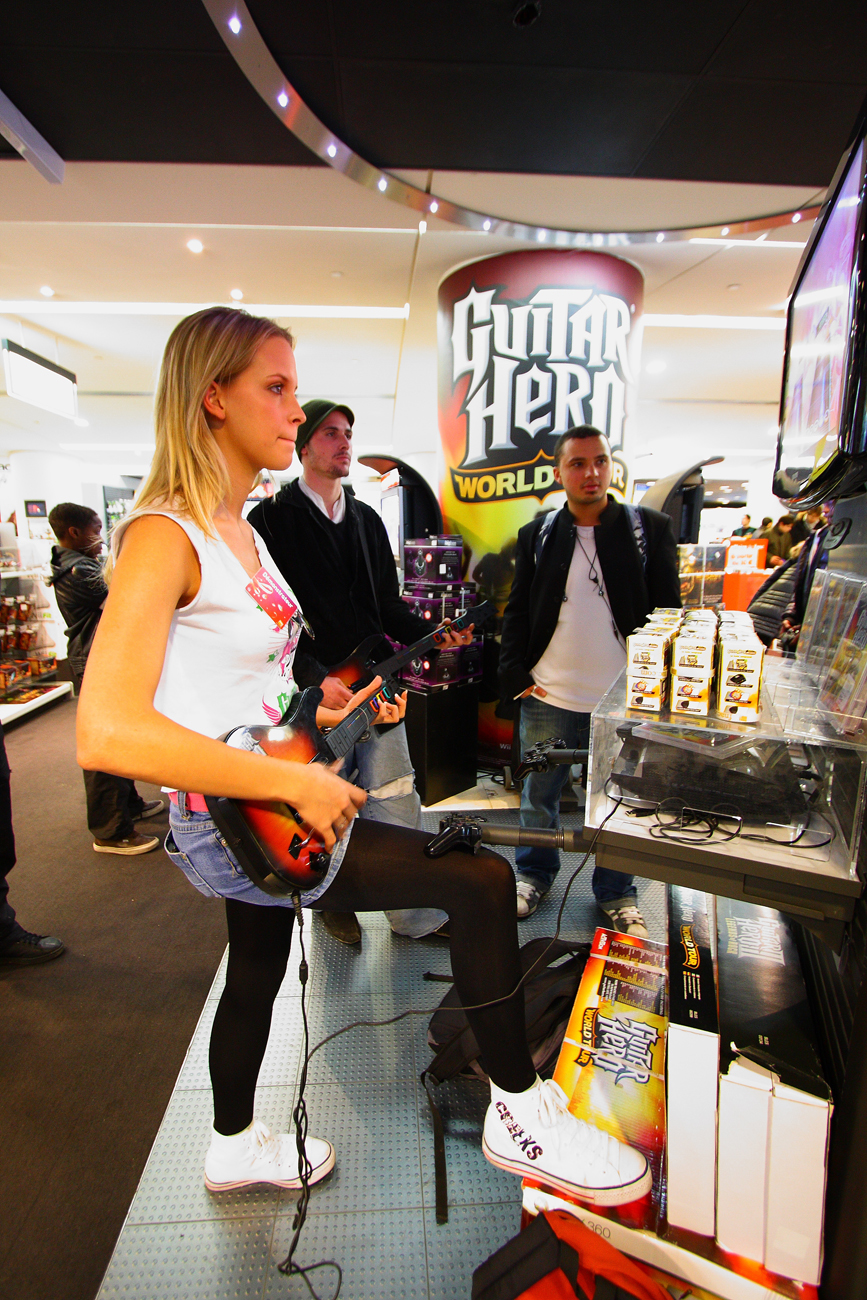
Joueuse de Guitar Hero

Les chansons ne sont pas les versions originales mais des versions rejouées, mises à part les chansons bonus.
- Joan Jett & the Blackhearts – I Love Rock 'n' Roll
- Ramones – I Wanna Be Sedated
- White Zombie – Thunder Kiss '65
- Deep Purple – Smoke on the Water
- Bad Religion – Infected

- Black Sabbath – Iron Man
- Boston – More Than a Feeling
- Judas Priest – You've Got Another Thing Comin'
- Franz Ferdinand – Take Me Out
- ZZ Top – Sharp Dressed Man

- Queen – Killer Queen
- The Exies – Hey You
- Incubus – Stellar
- Burning Brides – Heart Full of Black
- Megadeth – Symphony of Destruction

- David Bowie – Ziggy Stardust
- Sum 41 – Fat Lip
- Audioslave – Cochise
- The Donnas – Take it Off
- Helmet – Unsung

- Jimi Hendrix – Spanish Castle Magic
- Red Hot Chili Peppers – Higher Ground
- Queens of the Stone Age – No One Knows
- Motörhead – Ace of Spades
- Cream – Crossroads

- Blue Öyster Cult – Godzilla
- Stevie Ray Vaughan – Texas Flood
- The Edgar Winter Group – Frankenstein
- Pantera – Cowboys from Hell
- Ozzy Osbourne – Bark at the Moon

### Titres bonus
- Black Label Society – Fire It Up
- Graveyard BBQ – Cheat on the Church
- The Bags – Cavemen Rejoice
- The Upper Crust – Eureka, I've Found Love
- Shaimus – All of This
- Anarchy Club – Behind the Mask
- Artillery – The Breaking Wheel
- The Acro-brats – Callout
- Drist – Decontrol
- The Slip – Even Rats
- Made in Mexico – Farewell Myth
- Din – Fly on the Wall
- Freezepop – Get Ready 2 Rokk
- Monkey Steals the Peach – Guitar Hero
- Honest Bob and the Factory-to-Dealer Incentives – Hey
- Count Zero – Sail Your Ship By
- The Model Sons – Story of My Love